# Jolyn Beer
Jolyn Beer (Goslar, 26 de mayo de 1994) es una deportista alemana que compite en tiro, en la modalidad de rifle. Es públicamente lesbiana.
Ganó cuatro medallas en el Campeonato Mundial de Tiro entre los años 2018 y 2023, y dos medallas en el Campeonato Europeo de Tiro, en los años 2017 y 2019.
Participó en los Juegos Olímpicos de Tokio 2020, ocupando el sexto lugar en la prueba rifle en tres posiciones 50 m.

## Palmarés internacional
| Campeonato Mundial | Campeonato Mundial       | Campeonato Mundial | Campeonato Mundial               |
| Año                | Lugar                    | Medalla            | Prueba                           |
| ------------------ | ------------------------ | ------------------ | -------------------------------- |
| 2018               | Changwon (Corea del Sur) | Medalla de plata   | Rifle 3 posiciones 300 m         |
| 2022               | El Cairo (Egipto)        | Medalla de oro     | Rifle en pos. tendida 50 m       |
| 2022               | El Cairo (Egipto)        | Medalla de bronce  | Rifle en pos. tendida 50 m mixto |
| 2023               | Bakú (Azerbaiyán)        | Medalla de bronce  | Rifle en pos. tendida 50 m       |
| Campeonato Europeo |                          |                    |                                  |
| Año                | Lugar                    | Medalla            | Prueba                           |
| 2017               | Bakú (Azerbaiyán)        | Medalla de bronce  | Rifle 3 posiciones 50 m          |
| 2019               | Lonato (Italia)          | Medalla de oro     | Rifle 3 posiciones 300 m         |